# Amsinckia spectabilis
Amsinckia spectabilis är en strävbladig växtart som beskrevs av Fisch. och Mey. Amsinckia spectabilis ingår i släktet gullörter, och familjen strävbladiga växter. Inga underarter finns listade i Catalogue of Life.